# Vyacheslav Pereteyko
Vyacheslav Dmitriyevich Pereteyko (ur. 19 stycznia 1981) – uzbecki judoka. Olimpijczyk z Aten 2004, gdzie odpadł w eliminacjach w wadze średniej.
Uczestnik mistrzostw świata w 2001 i 2003. Startował w Pucharze Świata w 2002 i 2004. Brązowy medalista igrzysk azjatyckich w 2002. Wicemistrz Azji w 2004; trzeci w 2003 roku.

## Letnie Igrzyska Olimpijskie 2004
| Konkurencja | Eliminacje                | Klas. końcowa |
| Konkurencja | Przeciwnik I              | Miejsce       |
| ----------- | ------------------------- | ------------- |
| 90 kg       | Dionisios Iliadis (GRE) P | I runda.      |